# 加尔曼瑟格
加尔曼瑟格是奥地利施蒂利亚州沃茨伯格县的一个市镇。总面积32.87平方公里，总人口333人，人口密度10.1人/平方公里（2005年）。